# 영암읍
영암읍(靈巖邑)은 대한민국 전라남도 영암군에 속한 읍으로, 군청 소재지이다.

## 개요
남쪽 소금강이라는 별칭이 있는 월출산의 북쪽 평야에 위치하고 있어 교통의 요지이기도 하다. 남동쪽은 산악지대이지만 북쪽과 서쪽은 비옥한 해안평야이기 때문에 농산물이 풍부한 생산지로 활기가 있는 편이다.

## 법정리
- 개신리
- 교동리
- 남풍리
- 농덕리
- 대신리
- 동무리
- 망호리
- 서남리
- 송평리
- 역리
- 용흥리
- 장암리
- 춘양리
- 학송리
- 한대리
- 회문리

## 참고 자료
- 이 문서에는 다음커뮤니케이션(현 카카오)에서 GFDL 또는 CC-SA 라이선스로 배포한 글로벌 세계대백과사전의 내용을 기초로 작성된 글이 포함되어 있습니다.